# Fraile Pintado
Fraile Pintado és una ciutat i municipi del sud-est de la província argentina de Jujuy, en el departament Ledesma, a l'Argentina.

## Geografia
Aquesta ciutat se situa a uns 65 km lineals al nord-est de la capital provincial, amb la qual es comunica principalment a través de la ruta nacional 34 i un ramal del Ferrocarril General Belgrano, tant la ruta com el ferrocarril connecten amb les relativament properes ciutats de San Pedro de Jujuy i Libertador General San Martín.
Fraile Pintado té el seu centre històric situat en la banda sud del riu Candelaria i a uns 10 km a l'oest del cabalós riu San Francisco. La regió és un pedemonte de contacte entre les yungas i la plana chaqueña, el clima és tropical amb elevades temperatures diürnes gairebé tot l'any (a l'estiu, especialment durant els mesos de desembre i gener, les temperatures absolutes poden arribar a 46 °C, no obstant això esporàdicament, en les nits hivernals –juliol i juny– les temperatures baixen dels 10 °C). Les coordenades del centre de la població són: 23° 55′ 05″ S, 64° 47′ 10″ O % 

## Toponímia
El nom d'aquesta ciutat sembla derivar de la imatge d'un frare pintada en un arbre pels pobles originaris abans del segle xix.

## Història
Prehispánicamente el territori va ser poblat per les ètnies originàries dels ocloyas (una parcialidad dels omaguacas), així com churumatas, chanés, chorotís i wichis.
Fraile Pintado va ser fundada oficialment en 1859 per Julio Bracamonte, al llarg del segle XX la zona ha rebut una immigració procedent de Bolívia.

## Població
Tenia 13.682 habitants (INDEC, 2001), el que representa un increment del 10,25% enfront dels 12.410 habitants (INDEC, 1991) del cens anterior.

## Turisme
Si bé Fraile Pintado encara (el 2006) té poc desenvolupada la seva infraestructura turística, posseïx potencial per al turisme d'aventura, ja que es troba en el límit sud-oriental de la gran Reserva de Biósfera de la Yunga integrant del sistema Mab, per altra banda uns 50 km al nord es troba el Parc Nacional Calilegua i uns 70 km a l'est la Reserva Natural Les Lancitas.